# Le Vol de l'Intruder
Pour plus de détails, voir Fiche technique et Distribution.
Le Vol de l'Intruder (Flight of the Intruder) est un film américain de John Milius, sorti en 1991. Il s'agit d'une adaptation cinématographique du roman du même nom de Stephen Coonts. Le film met en scène des pilotes de bombardiers d'assaut A-6 Intruder de l'US Navy pendant la guerre du Viêt Nam.
Le film reçoit des critiques négatives à sa sortie et ne rencontre pas de succès en salles. Très déçu, John Milius ne réalisera plus pour le cinéma après cela et officiera uniquement à la télévision.

## Synopsis
Pendant la guerre du Viêt Nam, des bombardiers d'assaut A-6 Intruder de l'US Navy réalisaient à partir de porte-avions des missions de bombardement de nuit, à basse altitude par tous les temps. Ils n'avaient pas d'armes défensives.
10 septembre 1972, le lieutenant Jake « Cool Hand » Grafton avec son navigateur et meilleur ami le lieutenant Morgan « Morg » McPherson, pilote un des A-6 Intruder pendant la guerre du Vietnam au-dessus du golfe du Tonkin vers le nord. Ils réalisent une mission de bombardement à basse altitude. Il se fait tirer dessus par toutes sortes d'armes : les fusils des paysans, les mitrailleuses de l'armée nord vietnamienne ou des missiles SAM. Le A-6 lâche ses bombes sur ce qui est censé être un parc de camions, mais qui est en fait un coin de jungle désert. Sur le chemin du retour, un paysan tire sur l'avion et blesse grièvement le navigateur Morgan McPherson. Le pilote apponte en catastrophe sur le porte avions Independence. Le navigateur est évacué, mais décède. Jake est éclaboussé du sang de son navigateur. Il entre en débriefing avec le commandant Frank Camparelli et l'officier exécutif, le commandant « Cowboy » Parker. Jake explique qu'il déplore que la mort de Morgan Mc Pherson n'ait servi à rien, l'objectif bombardé ce soir là étant, comme souvent, un objectif inutile. Camparelli dit à Jake de mettre la mort de Morgan derrière lui et d'écrire une lettre à Sharon, la femme de Morg.
Jake va ensuite en courte permission aux Philippines sur les instructions de Camparelli (qui pense que ça l'aidera à oublier plus facilement la mort de son navigateur) en compagnie de Sammy Lundeen, de Boxman, de Jack « Razor » Barlow, eux aussi pilotes de A-6, et de « Doc » le docteur du porte avions que Sammy emmène pour l'occasion à bord de son Intruder. A l'occasion d'une soirée dans un bar de Subic Bay il fait la connaissance du Lieutenant Commander Virgil Cole, navigateur sur A-6, que Boxman présente comme un navigateur aguerri ayant plusieurs décorations lors de précédentes campagnes au Nord Viêt-Nam. Il part également rencontrer la veuve de McPherson, mais il tombe sur Callie, une employée de l'US Navy qui aide les veuves et personnes en difficulté. Ils deviennent amants puis Jake retourne au service sur son porte-avions. Jake devient alors le coéquipier de Cole sur A-6B « Iron Hand » chargés de missiles anti-radar AGM-45 Shrike pour la suppression des lanceurs de SAM. Au cours de la mission, après une frappe réussie, ils rencontrent et parviennent à échapper à un MiG-17 nord-vietnamien. Ils reviennent sains et saufs.
Jake suggère à Cole de bombarder Hanoï, ce qui serait une violation des règles d'engagement et pourrait les faire passer en cour martiale. Cole rejette initialement l'idée. Lors du raid suivant, Jake et Cole partent de nouveau bombarder un objectif « sans intérêt » comme l'écrit Jake à Callie dans une lettre, accompagnés d'un autre A-6 piloté par Boxman. Au cours de la mission, Boxman frappe une cible suspecte mais est abattu par un autre SAM et tué. Les Nord-Vietnamiens à Hanoï se réjouissent à la télévision de la destruction d'avions américains. Cole donne alors son accord au plan de Jake, décidant de frapper « Sam City », un dépôt de missiles sol-air au centre d'Hanoï.
Envoyés bombarder une centrale électrique dans les environs de Hanoï, ils larguent deux bombes Mark 83 et en gardent huit pour le dépôt de missiles en fixant un nouveau cap sur Hanoï. En arrivant à SAM City, lors de leur premier passage, leur ordinateur d'armement fonctionne mal et ils sont obligés de bombarder « au pif », mais leurs bombes ne se libèrent pas. Ils reviennent pour larguer avec succès leurs bombes et parviennent à anéantir le dépôt de missiles dans de spectaculaires explosions secondaires. De retour au porte-avions, Camparelli réprimande avec colère le tandem pour leur mission non autorisée et les informe de leur passage imminent en cour martiale à la base navale américaine de Subic Bay. Au cours de l'audience préliminaire, Cole et Grafton sont critiqués pour leurs actions et informés que leur carrière navale est terminée.
Les accusations sont abandonnées le lendemain lorsque l'Opération Linebacker II est ordonnée par le président Richard M. Nixon, la mission non autorisée est dissimulée. Le lendemain, Camparelli immobilise au sol Jake et Cole tandis que le reste des équipages A-6 et A-7 Corsair II du porte-avions mènent un raid de jour pour détruire les emplacements anti-aériens : les cibles qu'ils ont rêvé d'attaquer. Camparelli est touché par un char ZSU-23-4 Shilka et s'écrase mais survit au crash. L'Intruder de Sammy Lundeen est lui aussi touché et doit se diriger vers l'océan. Razor reste en couverture sur les lieux du crash, mais arrivant à court de carburant il reçoit l'ordre de Camparelli de se désengager et obéit. Après le départ de l'Intruder de Razor, Camparelli peut voir impuissant plusieurs soldats de l'APVN sortir de la jungle encerclant la clairière où il a effectué son atterrissage forcé pour venir prudemment se rapprocher dans le but de le capturer. Jake et Cole, défiant les ordres, embarquent sur leur Intruder et volent une fois de plus pour aider Camparelli. Ils détruisent le ZSU, mais sont obligés de s'éjecter de leur avion lourdement endommagé. Jake atterrit près de l'Intruder écrasé de Camparelli. Séparé de Jake, Cole est mortellement blessé au cours d'un corps à corps avec un soldat ennemi. A la radio, il ment à Jake, lui disant qu'il s'est déjà enfui. Quelques instants plus tard, une paire de Skyraiders A-1 de l'US Air Force apparaît et fournit une couverture.
Cole ordonne aux Skyraiders de larguer leurs munitions à l'endroit qu'il a marqué de fumée, les Vietnamiens ayant profité de sa présence pour regrouper plusieurs véhicules et fantassins autour de sa position afin d'attirer les appareils de sauvetage dans un piège. Il est tué avec quelques dizaines de soldats Vietnamiens. Jake et Camparelli se retirent dans les bois à la faveur du chaos crée dans les rangs des soldats Nord-Vietnamiens par les attaques des Skyraiders, mais ils sont traqués par un tireur d'élite Vietnamien qui blesse Jake à la main avant que ce dernier ne parvienne à le tuer. Un hélicoptère Jolly Green Giant récupère les deux hommes et les Skyraiders effectuent un dernier bombardement au napalm pour terminer le travail.
Plus tard, se remettant de ses blessures, Jake rejoint son équipage et Camparelli, tous vêtus de leurs uniformes blancs de la marine, sur le pont pour se préparer à entrer dans un port d'escale. Le Commander Camparelli reçoit une promotion au grade de Captain (équivalent de Capitaine de Frégate dans la Marine Nationale Française). Jake et Camparelli se réconcilient, Jake annonçant qu'il espère être sur le même bateau que celui où Camparelli prendra son commandement, et ce dernier répondant que lui aussi ne voudrait pas qu'il en soit autrement.

## Fiche technique
Sauf indication contraire, les informations mentionnées dans cette section peuvent être confirmées par la base de données cinématographiques IMDb,  présente dans la section « Liens externes ».
- Titre original : Flight of the Intruder
- Titre français : Le Vol de l'Intruder
- Réalisation : John Milius
- Scénario : Robert Dillon et David Shaber (en), d'après le roman Flight of the Intruder de Stephen Coonts
- Musique : Basil Poledouris
- Décors : Jack T. Collis
- Photographie : Fred J. Koenekamp
- Montage : Steve Mirkovich (de), Carroll Timothy O'Meara et Peck Prior
- Production : Mace Neufeld, Robert Rehme, Lis Kern, Brian E. Frankish et Ralph Winter
- Société de production et de distribution : Paramount Pictures
- Pays de production :  États-Unis
- Format : Couleurs - 2,35:1 - Dolby Surround - 35 mm
- Genre : action, guerre
- Durée : 115 minutes
- Date de sortie :
  - États-Unis : 18 janvier 1991

## Distribution
- Danny Glover (VF : Richard Darbois) : le capitaine de frégate Frank « Dooke » Camparelli
- Willem Dafoe (VF : Dominique Collignon-Maurin) : le capitaine de corvette Virgil « Tiger » Cole
- Brad Johnson (VF : Edgar Givry)  : le lieutenant de vaisseau Jake « Cool Hand » Grafton
- Rosanna Arquette (VF : Céline Monsarrat)  : Callie Troy
- Tom Sizemore (VF : Guy Chapellier)  : Bob « Boxman » Walkawitz
- J. Kenneth Campbell (VF : Joël Martineau)  : le capitaine de corvette « Cowboy » Parker
- Jared Chandler (VF : Olivier Destrez)  : le lieutenant de vaisseau Jack « Rasoir » Barlow (Razor en VO)
- Dann Florek (VF : Jean-Pierre Leroux)  : le capitaine de corvette « Mad Jack »
- Madison Mason (VF : Michel Papineschi)  : le commandant du groupe aérien embarqué
- Ving Rhames (VF : Tola Koukoui)  : le maître principal Frank McRae
- Christopher Rich : le lieutenant de vaisseau Morgan « Morg » McPherson
- Douglas Roberts : « Guffy »
- Scott N. Stevens (VF : Jean-François Vlérick) : Hardesty
- Justin Williams (VF : Stefan Godin)  : le lieutenant de vaisseau Sammy Lundeen
- John Corbett : « Big Augie »
- Fred Dalton Thompson (VF : Marc De Georgi) : le président de la cour martiale
- Mike Jolly (VF : Vincent Grass) : le voyou du bar
- David Schwimmer (VF : Serge Blumenthal)  : l'officier de garde
- Adam Biesk (VF : Daniel Lafourcade) : le bibliothécaire
- Richard Fancy (en) (VF : Jean-Claude Balard) : l'officier de renseignements
- J. Patrick McNamara (VF : Igor De Savitch)  : le 1er amiral
- Version française réalisée par :
  - Société de doublage : Dome Production[réf. nécessaire]
  - Direction artistique : Philippe Carbonnier
  - Adaptation des dialogues : Pierre Calamel
  - Générique français : EUROCITEL

## Production

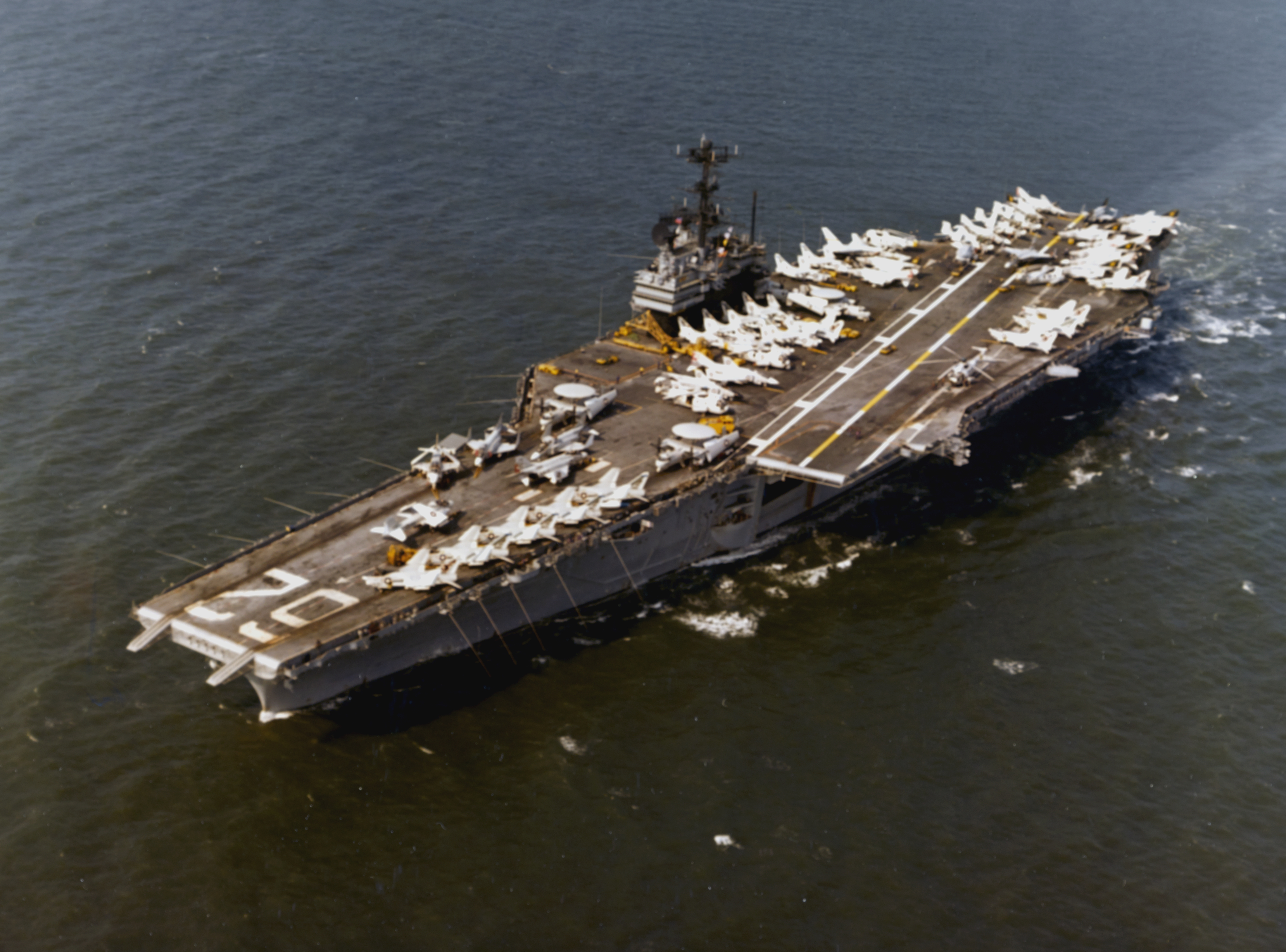
L'équipe a pu tourner sur l'.

### Genèse et développement
Le scénario est inspiré du roman du même nom de Stephen Coonts, publié en 1986. Le roman devient un véritable best-seller et engendre une série littéraire sur le pilote Jake Grafton.
Les droits sont achetés par Mace Neufeld, qui avait également acheté quelque temps avant un roman de guerre à succès pour les besoins de À la poursuite d'Octobre rouge (1990) réalisé par John McTiernan. La réalisation est proposée à ce dernier mais il refuse. À la demande de Sean Connery, John Milius avait réécrit certaines séquences d’À la poursuite d'Octobre rouge. Il est donc engagé pour réaliser Le Vol de l'Intruder. Il réécrit également le scénario.

### Attribution des rôles
Richard Dreyfuss ou encore Richard Gere sont envisagés pour le rôle de Virgil Cole. C'est finalement Willem Dafoe qui l'incarne.
Ed O'Neill est engagé pour un rôle secondaire. Cependant, il sera coupé au montage après des projections test négatives : les spectateurs le voyaient toujours comme Al Bundy, son personnage de la série comique Mariés, deux enfants des années 1980-1990. Les scènes sont donc retournées avec un autre acteur.
Ce film est l'un des premiers rôles de David Schwimmer, future star de la sitcom Friends.

### Tournage
Le film jouit de la pleine coopération de l'US Navy. Certaines scènes sont donc tournées sur le porte-avions américain USS Independence en novembre 1989. Des A-6 Intruder sont également mis à disposition de l'équipe.
Le tournage a lieu à Hawaï (île de Kauai), à Savannah en Géorgie, à San Diego et dans le port de San Pedro en Californie.

## Sortie et accueil
Le film, tourné en 1989, devait sortir en 1990. Cependant, le studio décide de le repousser afin d'éviter la concurrence de films similaires comme Air America de Roger Spottiswoode et Memphis Belle de Michael Caton-Jones. De plus, le studio demandera à ce que certaines scènes soient retournées. Une nouvelle fin sera demandée (le film s'achevait initialement sur un bombardement à Hanoï). Le film sort donc aux Etats-Unis en janvier 1991, en pleine opération Tempête du désert. Selon le réalisateur, cela tuera toutes les chances de son film au box-office. John Milius avouera que faire ce film a été l'une des pires expériences de sa vie. Il ne réalisera plus que des téléfilms après cela.
En plus de cette sortie tardive, le film reçoit globalement de mauvaises critiques de la presse. Sur l'agrégateur américain Rotten Tomatoes, il récolte 25% d'opinions favorables pour 12 critiques et une note moyenne de 4,38⁄10. Le célèbre critique américain Roger Ebert décrit un film « désordonné » et écrit notamment « certaines scènes disent une chose, d'autres disent autre choses, alors que le film développe une fin absurde et incroyable ».
Côté box-office, le film récolte 14 587 732 $ aux États-Unis.
En 1990, le studio Paramount Pictures a proposé à la Navy d'introduire une publicité pour le recrutement au début de la version VHS du film et de À la poursuite d'Octobre rouge. Une note interne d'une agence de publicité au Pentagone a conseillé de refuser l'offre, en notant que « les deux films constituent déjà un outil de recrutement formidable pour les militaires, en particulier pour la Navy, et ajouter une annonce de recrutement au début de ce qui est déjà une annonce de recrutement de deux heures serait redondant. »,.

## Jeu vidéo
Hasard du calendrier ou non, le jeu vidéo Flight of the Intruder, lui aussi inspiré du roman de Stephen Coonts, est édité par Spectrum HoloByte en 1990.